# Villa Béthania

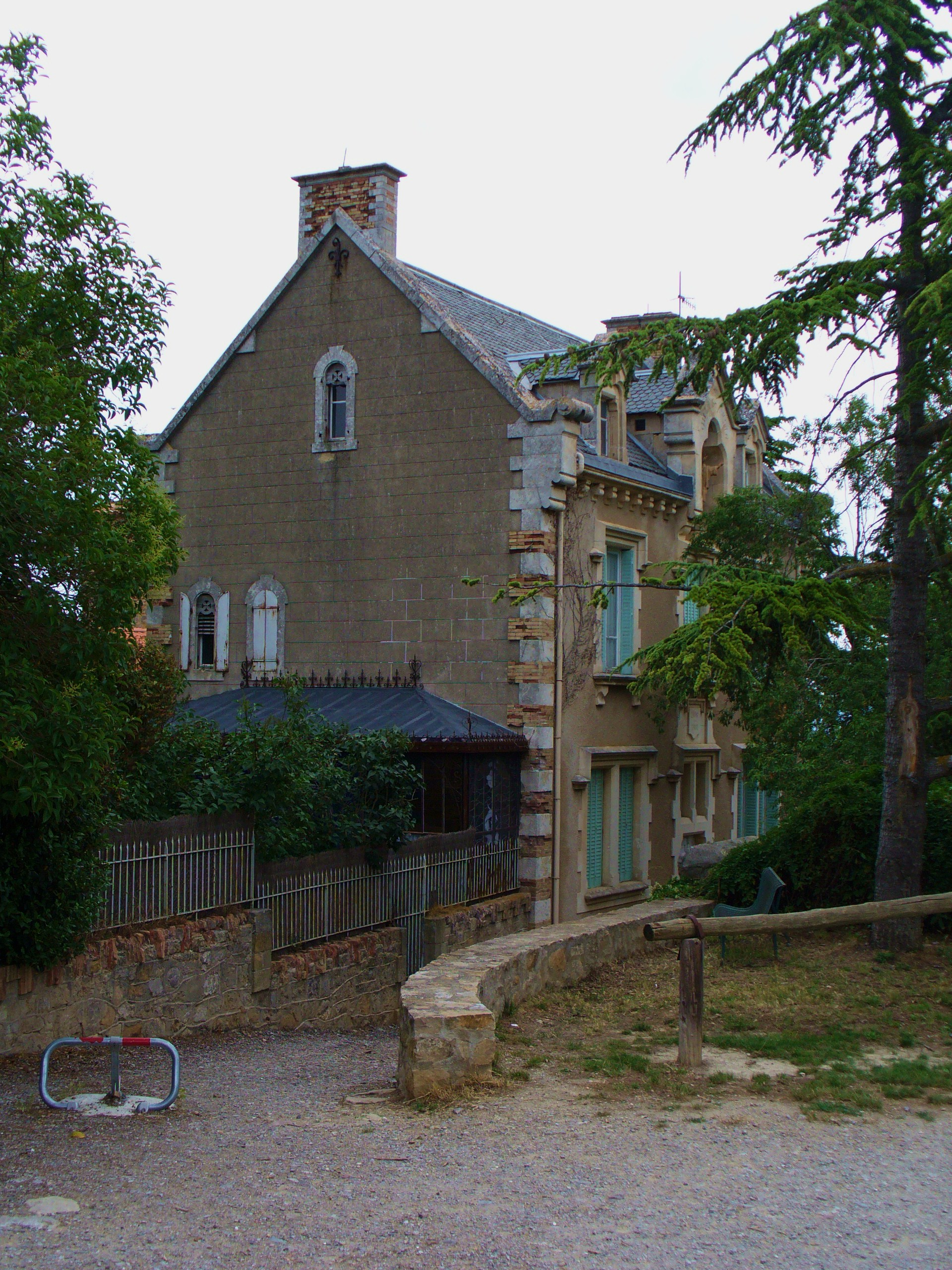
Die Villa Béthania des Dorfpfarrers Abbé Bérenger Saunière

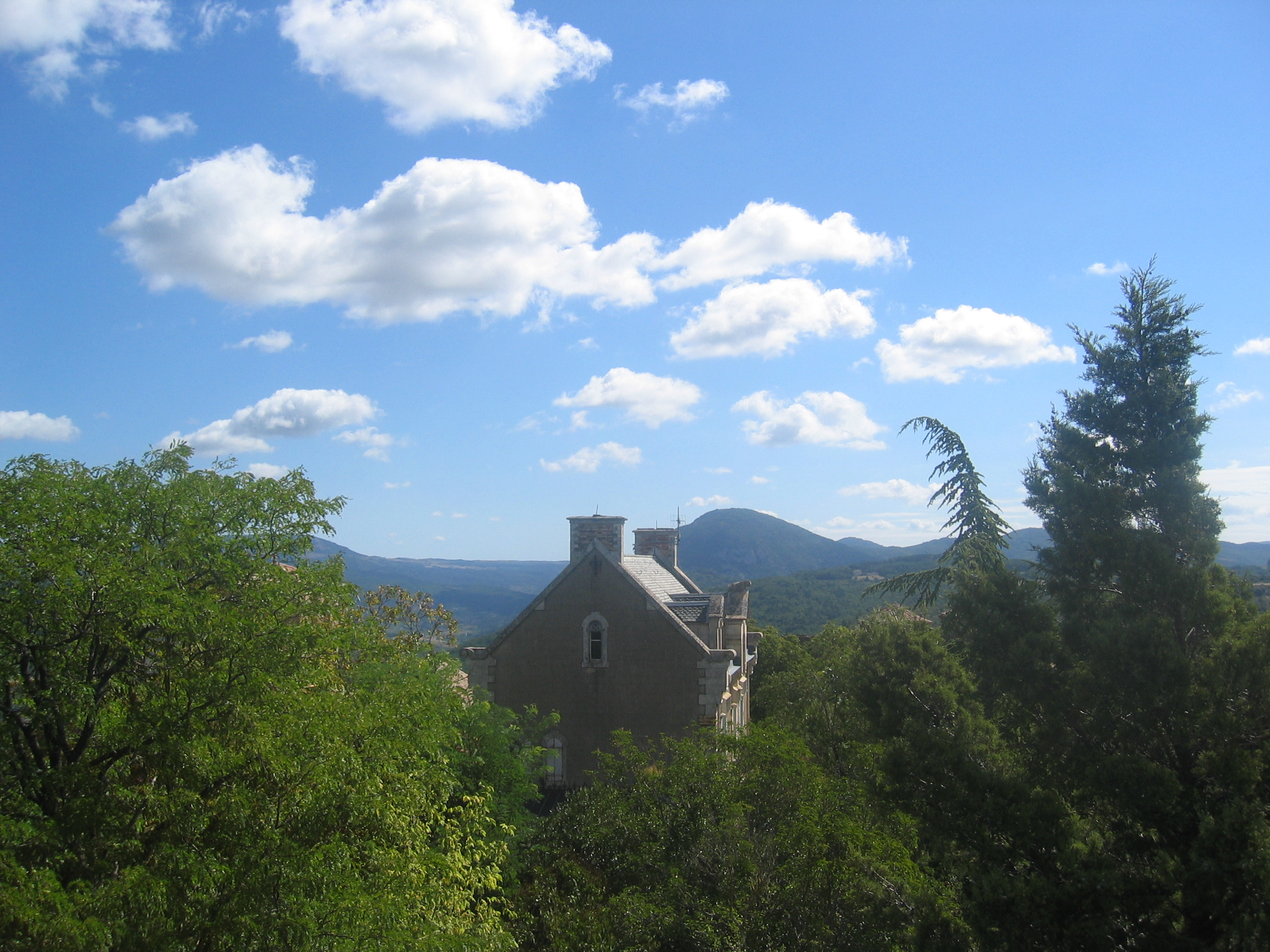
Villa Béthania

Die Villa Béthania, benannt nach Bethanien, dem Heimatort der im Neuen Testament der Bibel erwähnten Geschwister Maria, Martha und Lazarus, ist ein Gebäude in dem südfranzösischen Dorf Rennes-le-Château. Es wurde in den Jahren von 1901 bis 1905 nach umfangreichen Renovierungsarbeiten an der Dorfkirche Sainte Marie-Madeleine auf dem Anwesen des Dorfpfarrers Abbé Saunière erbaut. Das Haus im Neorenaissance-Stil war Pfarrhaus und Wohnsitz Saunières, wo er mit seiner Haushälterin Marie Dénarnaud lebte.
Heute sind in dem Gebäude ein Restaurant und ein kleines Museum eingerichtet, wo Gegenstände aus dem Besitz des Dorfpfarrers gezeigt werden. Zu dem Anwesen des Pfarrers gehörte außerdem noch ein kleiner Park und der Tour Magdala.
Am 3. März 1981, zwei Monate vor seiner Wahl zum französischen Präsidenten, besichtigte François Mitterrand das Dorf Rennes-le-Château mit seinen bekannten Gebäuden.
Einen gewissen Bekanntheitsgrad erlangte das Pfarrhaus durch eine Erwähnung in dem pseudowissenschaftlichen Buch Der Heilige Gral und seine Erben der Autoren Henry Lincoln, Michael Baigent und Richard Leigh und wurde mit weiteren Gebäuden in Rennes-le-Château Gegenstand moderner Legendenbildung. Grafische Darstellungen des Gebäudes finden sich in dem Computerspiel Gabriel Knight 3, das die Gebäude in Rennes-le-Château und auch das Dorf selbst thematisiert.